# Immer wieder Jim/Episodenliste
Diese Episodenliste enthält alle Episoden der US-amerikanischen Sitcom Immer wieder Jim, sortiert nach der US-amerikanischen Erstausstrahlung. Zwischen 2001 und 2009 entstanden in acht Staffeln insgesamt 182 Episoden mit einer Länge von jeweils etwa 22 Minuten.

## Übersicht
| Staffel | Episodenanzahl | Erstausstrahlung USA | Erstausstrahlung USA | Deutschsprachige Erstausstrahlung | Deutschsprachige Erstausstrahlung |
| Staffel | Episodenanzahl | Staffelpremiere      | Staffelfinale        | Staffelpremiere                   | Staffelfinale                     |
| ------- | -------------- | -------------------- | -------------------- | --------------------------------- | --------------------------------- |
| 1       | 22             | 3. Oktober 2001      | 15. Mai 2002         | 22. Dezember 2004                 |                                   |
| 2       | 28             | 1. Oktober 2002      | 20. Mai 2003         |                                   |                                   |
| 3       | 29             | 23. September 2003   | 25. Mai 2004         |                                   |                                   |
| 4       | 27             | 21. September 2004   | 17. Mai 2005         | 6. Oktober 2006                   | 25. Oktober 2006                  |
| 5       | 22             | 20. September 2005   | 2. Mai 2006          | 25. Oktober 2006                  | 10. November 2006                 |
| 6       | 18             | 3. Januar 2007       | 16. Mai 2007         | 11. Oktober 2007                  | 24. Oktober 2007                  |
| 7       | 18             | 1. Januar 2008       | 27. Mai 2008         | 26. August 2008                   | 5. September 2008                 |
| 8       | 18             | 2. Dezember 2008     | 2. Juni 2009         | 12. Oktober 2009                  | 22. Oktober 2009                  |

## Staffel 1
Die Erstausstrahlung der ersten Staffel war vom 3. Oktober 2001 bis zum 15. Mai 2002 auf dem US-amerikanischen Sender ABC zu sehen. Die deutschsprachige Erstausstrahlung der ersten Staffel fand ab dem 22. Dezember 2004 auf dem Pay-TV-Sender Disney Channel statt. Die deutschsprachige Free-TV-Premiere erfolgte ab dem 14. Oktober 2005 unter dem Titel Jim hat immer Recht! wochentags im österreichischen Nachmittagsprogramm auf ORF 1. Im deutschen Free-TV wurde die deutschsprachige Synchronfassung ab dem 8. Mai 2006 unter dem Titel Immer wieder Jim wochentags durch RTL II ausgestrahlt.
| Nr. (ges.) | Nr. (St.) | Deutscher Titel             | Originaltitel                    | Erstausstrahlung USA | Deutschsprachige Erstausstrahlung (?) | Regie                    | Drehbuch                          |
| ---------- | --------- | --------------------------- | -------------------------------- | -------------------- | ------------------------------------- | ------------------------ | --------------------------------- |
| 1          | 1         | Nicht ohne meine Tochter    | Pilot                            | 3. Okt. 2001         | 22. Dez. 2004                         | Andy Cadiff              | Tracy Newman & Jonathan Stark     |
| 2          | 2         | Der Sexmarathon             | No Nookie                        | 10. Okt. 2001        | –                                     | Andy Cadiff              | Nastaran Dibai & Jeffrey B. Hodes |
| 3          | 3         | Der gefrorene Kater         | The Cat Came Back                | 17. Okt. 2001        | –                                     | Andy Cadiff              | Tracy Gamble                      |
| 4          | 4         | Der geschenkte Gaul         | Anniversary                      | 24. Okt. 2001        | –                                     | Gil Junger               | David Feeney & Todd J. Greenwald  |
| 5          | 5         | Jim, der Pädagoge           | Unruly Spirits                   | 31. Okt. 2001        | –                                     | Andy Cadiff              | David Regal                       |
| 6          | 6         | Die Kleinen Laster          | The Crush                        | 7. Nov. 2001         | –                                     | Andy Cadiff              | Robert Cohen                      |
| 7          | 7         | Der Gladiator               | Cheryl’s Old Flame               | 14. Nov. 2001        | –                                     | Michael Lembeck          | Bonnie Kallman                    |
| 8          | 8         | Der Bowlingstar             | The Turkey Bowl                  | 21. Nov. 2001        | –                                     | Gil Junger               | Tracy Gamble                      |
| 9          | 9         | Streit nach Noten           | Andy’s Girlfriend                | 28. Nov. 2001        | –                                     | Andy Cadiff              | Tod Himmel                        |
| 10         | 10        | Oh, du Stressige            | An According to Jiminy Christmas | 12. Dez. 2001        | –                                     | Gil Junger               | Tod Himmel                        |
| 11         | 11        | Fluchen will gelernt sein   | Bad Word                         | 16. Jan. 2002        | –                                     | Gil Junger               | David Regal                       |
| 12         | 12        | Hauptsache Spaß             | Model Behavior                   | 23. Jan. 2002        | 30. Jan. 2006                         | Gil Junger               | Tracy Gamble                      |
| 13         | 13        | Das Italien-Konto           | The Money                        | 30. Jan. 2002        | 31. Jan. 2006                         | Gil Junger               | David Feeney & Todd J. Greenwald  |
| 14         | 14        | Ein ‚Scharfer‘ Schuss       | Blow-Up                          | 13. Feb. 2002        | 1. Feb. 2006                          | Gil Junger               | Mike Dieffenbach                  |
| 15         | 15        | Gemischtes Einzel           | Racquetball                      | 27. Feb. 2002        | 2. Feb. 2006                          | Gil Junger               | Richard Goodman                   |
| 16         | 16        | Unter Hochdruck             | Under Pressure                   | 6. März 2002         | 3. Feb. 2006                          | Gil Junger               | Nastaran Dibai & Jeffrey B. Hodes |
| 17         | 17        | Herr Ober, wir gehen!       | Date Night                       | 13. März 2002        | 6. Feb. 2006                          | Andy Cadiff              | Richard Goodman                   |
| 18         | 18        | Das Pony, das kein Pony war | Birthday Boys                    | 20. März 2002        | 7. Feb. 2006                          | Gil Junger               | David Regal                       |
| 19         | 19        | Der Umtausch                | The Receipt                      | 24. Apr. 2002        | 8. Feb. 2006                          | Gil Junger               | Tod Himmel                        |
| 20         | 20        | Nostalgie-Anfälle           | Old Friends                      | 1. Mai 2002          | 9. Feb. 2006                          | Gil Junger               | Tracy Newman & Jonathan Stark     |
| 21         | 21        | Hilfe, die Kinder sind weg! | Cheryl’s Day Off                 | 8. Mai 2002          | 10. Feb. 2006                         | Gil Junger               | Bob Nickman                       |
| 22         | 22        | Die Überraschungs-Party     | No Surprises                     | 15. Mai 2002         | 28. Feb. 2006                         | Philip Charles MacKenzie | Nastaran Dibai & Jeffrey B. Hodes |

## Staffel 2
Die Erstausstrahlung der zweiten Staffel war vom 1. Oktober 2002 bis zum 20. Mai 2003 auf dem US-amerikanischen Sender ABC zu sehen.
| Nr. (ges.) | Nr. (St.) | Deutscher Titel                | Originaltitel               | Erstausstrahlung USA | Deutschsprachige Erstausstrahlung (?) | Regie                    | Drehbuch                               |
| ---------- | --------- | ------------------------------ | --------------------------- | -------------------- | ------------------------------------- | ------------------------ | -------------------------------------- |
| 23         | 1         | Wichtig oder unwichtig         | The Importance of Being Jim | 1. Okt. 2002         | 1. Mär. 2006                          | Philip Charles MacKenzie | Bob Nickman                            |
| 24         | 2         | Autos und Frauen               | Cars & Chicks               | 8. Okt. 2002         | 2. März 2006                          | Mark Cendrowski          | Jeffrey B. Hodes & Nastaran Dibai      |
| 25         | 3         | Der Lauschangriff              | The Baby Monitor            | 15. Okt. 2002        | 3. März 2006                          | Philip Charles MacKenzie | Howard J. Morris                       |
| 26         | 4         | Die Pizza-Krise                | The Pizza Boy               | 22. Okt. 2002        | 6. März 2006                          | Philip Charles MacKenzie | Eddie Gorodetsky                       |
| 27         | 5         | Mach Platz!                    | The Closet                  | 29. Okt. 2002        | 7. März 2006                          | Mark Cendrowski          | David Feeney Idee: Charles T. Kanganis |
| 28         | 6         | Schlechte Vorbilder            | Punch and Ruby              | 5. Nov. 2002         | 8. März 2006                          | Philip Charles MacKenzie | Howard J. Morris                       |
| 29         | 7         | Schmutzige Absichten           | The Bachelor                | 12. Nov. 2002        | 9. März 2006                          | Philip Charles MacKenzie | John D. Beck & Ron Hart                |
| 30         | 8         | Hochwürden drückt kein Auge zu | Father Disfigure            | 19. Nov. 2002        | 10. März 2006                         | Philip Charles MacKenzie | Harry Hannigan                         |
| 31         | 9         | Sex in der Öffentlichkeit      | Thanksgiving Confidential   | 26. Nov. 2002        | 13. März 2006                         | Philip Charles MacKenzie | Jeffrey B. Hodes & Nastaran Dibai      |
| 32         | 10        | Fröhliche Weihnachten          | The Christmas Party         | 10. Dez. 2002        | 14. März 2006                         | Brian K. Roberts         | Bob Nickman                            |
| 33         | 11        | Andy im Abseits                | The Brother-in-Law          | 17. Dez. 2002        | 15. März 2006                         | Mark Cendrowski          | Jonathan Stark                         |
| 34         | 12        | Das Geld anderer Leute         | Moral Dilemma               | 7. Jan. 2003         | 16. März 2006                         | Philip Charles MacKenzie | Mark Driscoll                          |
| 35         | 13        | Wo die Liebe hinfällt (1)      | You Gotta Love Somebody (1) | 21. Jan. 2003        | 17. März 2006                         | Philip Charles MacKenzie | John D. Beck & Ron Hart                |
| 36         | 14        | Wo die Liebe hinfällt (2)      | You Gotta Love Somebody (2) | 21. Jan. 2003        | 20. März 2006                         | Philip Charles MacKenzie | John D. Beck & Ron Hart                |
| 37         | 15        | Jim, der Erfinder              | The Smell of Success        | 28. Jan. 2003        | 21. März 2006                         | Shelley Jensen           | Jeffrey B. Hodes & Nastaran Dibai      |
| 38         | 16        | Die Pyjama-Party               | Slumber Party               | 4. Feb. 2003         | 22. März 2006                         | Philip Charles MacKenzie | Sylvia Green                           |
| 39         | 17        | Der Verlobungsring             | The Ring                    | 11. Feb. 2003        | 23. März 2006                         | Brian K. Roberts         | David Feeney                           |
| 40         | 18        | Cheryl und die Bodyguards      | Wonder Woman                | 18. Feb. 2003        | 24. März 2006                         | Peter D. Beyt            | John D. Beck & Ron Hart                |
| 41         | 19        | Die Anmache                    | The Pass                    | 25. Feb. 2003        | 27. März 2006                         | Mark Cendrowski          | David Feeney                           |
| 42         | 20        | Dana wird gefeuert             | Dana Gets Fired             | 11. März 2003        | 28. März 2006                         | Philip Charles MacKenzie | Howard J. Morris                       |
| 43         | 21        | Bo Diddley                     | Bo Diddley                  | 1. Apr. 2003         | 29. März 2006                         | Shelley Jensen           | Bob Nickman                            |
| 44         | 22        | Fluch und Verlockung           | Deal with the Devlins       | 1. Apr. 2003         | 30. März 2006                         | James Belushi            | Christopher J. Nowak                   |
| 45         | 23        | Internet-Auktion               | The Helmet                  | 8. Apr. 2003         | 31. März 2006                         | Philip Charles MacKenzie | David Feeney                           |
| 46         | 24        | Papageien-Alarm                | No Harm, No Fowl            | 29. Apr. 2003        | 3. Apr. 2006                          | Philip Charles MacKenzie | Harry Hannigan                         |
| 47         | 25        | Ein Freund zum Muttertag       | About a Girl                | 6. Mai 2003          | 4. Apr. 2006                          | Philip Charles MacKenzie | Sylvia Green                           |
| 48         | 26        | Der Witwen-Abzocker            | Mom’s Boyfriend             | 13. Mai 2003         | 5. Apr. 2006                          | Philip Charles MacKenzie | Mark Driscoll                          |
| 49         | 27        | Showtime in Las Vegas (1)      | Vegas, Baby (1)             | 20. Mai 2003         | 6. Apr. 2006                          | Mark Cendrowski          | Bob Nickman                            |
| 50         | 28        | Showtime in Las Vegas (2)      | Vegas, Baby (2)             | 20. Mai 2003         | 7. Apr. 2006                          | Mark Cendrowski          | Jeffrey B. Hodes & Nastaran Dibai      |

## Staffel 3
Die Erstausstrahlung der dritten Staffel war vom 23. September 2003 bis zum 25. Mai 2004 auf dem US-amerikanischen Sender ABC zu sehen.
| Nr. (ges.) | Nr. (St.) | Deutscher Titel                 | Originaltitel                  | Erstausstrahlung USA | Deutschsprachige Erstausstrahlung (?) | Regie                    | Drehbuch                          |
| ---------- | --------- | ------------------------------- | ------------------------------ | -------------------- | ------------------------------------- | ------------------------ | --------------------------------- |
| 51         | 1         | Sparen bis die Hüllen fallen    | The Errand                     | 23. Sep. 2003        | 10. Apr. 2006                         | Philip Charles MacKenzie | David Feeney                      |
| 52         | 2         | Fataler Ballwechsel             | The Packer Ball                | 30. Sep. 2003        | 11. Apr. 2006                         | Philip Charles MacKenzie | Howard J. Morris & David Feeney   |
| 53         | 3         | Wir haben ein Bingo             | We Have a Bingo                | 7. Okt. 2003         | 12. Apr. 2006                         | Philip Charles MacKenzie | John D. Beck & Ron Hart           |
| 54         | 4         | Das Große Kennenlernen          | Getting to Know You            | 14. Okt. 2003        | 13. Apr. 2006                         | Mark Cendrowski          | Bob Nickman                       |
| 55         | 5         | Schmutzige Konkurrenz           | The Lemonade Stand             | 21. Okt. 2003        | 19. Apr. 2006                         | Mark Cendrowski          | Sylvia Green & David Feeney       |
| 56         | 6         | ABCs und 123s                   | ABCs and 123s                  | 21. Okt. 2003        | 21. Apr. 2006                         | Philip Charles MacKenzie | Warren Bell & David Feeney        |
| 57         | 7         | Dana und der Jim-Verschnitt     | Dana Dates Jim                 | 28. Okt. 2003        | 20. Apr. 2006                         | Leonard R. Garner Jr.    | Harry Hannigan                    |
| 58         | 8         | Der Actionfilm                  | Scary Movie                    | 4. Nov. 2003         | 18. Apr. 2006                         | Mark Cendrowski          | Jeffrey B. Hodes & Nastaran Dibai |
| 59         | 9         | Der imaginäre Freund            | Imaginary Friend               | 11. Nov. 2003        | 24. Apr. 2006                         | Philip Charles MacKenzie | David Feeney                      |
| 60         | 10        | Kriegsspiele                    | Paintball                      | 18. Nov. 2003        | 25. Apr. 2006                         | Mark Cendrowski          | Jeffrey B. Hodes & Nastaran Dibai |
| 61         | 11        | Die leere Geste                 | The Empty Gesture              | 25. Nov. 2003        | 26. Apr. 2006                         | Mark Cendrowski          | Warren Bell                       |
| 62         | 12        | Regeln des Ehelebens            | Rules of Engagement            | 2. Dez. 2003         | 27. Apr. 2006                         | Mark Cendrowski          | Christopher J. Nowak              |
| 63         | 13        | Weihnachtsgeheimnisse           | Secret Santa                   | 9. Dez. 2003         | 28. Apr. 2006                         | Philip Charles MacKenzie | Sylvia Green                      |
| 64         | 14        | Haus zu verkaufen               | House for Sale                 | 6. Jan. 2004         | 2. Mai 2006                           | Philip Charles MacKenzie | Sylvia Green                      |
| 65         | 15        | Dana und der Reverend           | Dana Dates the Reverend        | 27. Jan. 2004        | 4. Mai 2006                           | James Belushi            | Harry Hannigan                    |
| 66         | 16        | Der Trauzeuge                   | The Best Man                   | 10. Feb. 2004        | 3. Mai 2006                           | Philip Charles MacKenzie | Howard J. Morris                  |
| 67         | 17        | Cheryl singt                    | Cheryl Sings                   | 17. Feb. 2004        | 5. Mai 2006                           | Mark Cendrowski          | Bob Nickman                       |
| 68         | 18        | Cheryl Superstar (1)            | When You Wish to Be a Star (1) | 24. Feb. 2004        | 8. Mai 2006                           | Mark Cendrowski          | John D. Beck & Ron Hart           |
| 69         | 19        | Cheryl Superstar (2)            | When You Wish to Be a Star (2) | 2. März 2004         | 9. Mai 2006                           | Mark Cendrowski          | John D. Beck & Ron Hart           |
| 70         | 20        | Keine Verbrechen, aber Strafen! | No Crime, But Punishment       | 9. März 2004         | 10. Mai 2006                          | James Belushi            | Howard J. Morris                  |
| 71         | 21        | Das Baby                        | The Baby                       | 16. März 2004        | 11. Mai 2006                          | Philip Charles MacKenzie | David Feeney                      |
| 72         | 22        | Wer ist der Boss?               | Who’s the Boss?                | 30. März 2004        | 12. Mai 2006                          | Philip Charles MacKenzie | Bob Nickman                       |
| 73         | 23        | Verhängnisvolle Wette           | The Truck                      | 6. Apr. 2004         | 15. Mai 2006                          | Philip Charles MacKenzie | Terry Mulroy                      |
| 74         | 24        | Die Luxus-Toilette              | The Toilet                     | 27. Apr. 2004        | 16. Mai 2006                          | James Belushi            | Harry Hannigan                    |
| 75         | 25        | Entrümpelung                    | Trashed                        | 4. Mai 2004          | 17. Mai 2006                          | Philip Charles MacKenzie | Jeffrey B. Hodes & Nastaran Dibai |
| 76         | 26        | Eheliche Tauschgeschäfte        | The Marriage Bank              | 11. Mai 2004         | 18. Mai 2006                          | James Belushi            | Christopher J. Nowak              |
| 77         | 27        | Keiner bleibt ungeschoren       | Everyone Gets Dumped           | 18. Mai 2004         | 19. Mai 2006                          | Chris Brougham           | Howard J. Morris                  |
| 78         | 28        | Der Swimming-Pool               | The Swimming Pool              | 25. Mai 2004         | 6. Juni 2006                          | Mark Cendrowski          | Bob Nickman                       |
| 79         | 29        | Ein Mann ist ein Mann           | A Vast Difference              | 25. Mai 2004         | 22. Mai 2006                          | Charles T. Kanganis      | Jeffrey B. Hodes & Nastaran Dibai |

## Staffel 4
Die Erstausstrahlung der vierten Staffel war vom 21. September 2004 bis zum 17. Mai 2005 auf dem US-amerikanischen Sender ABC zu sehen. Die deutschsprachige Erstausstrahlung sendete der deutsche Free-TV-Sender RTL II vom 6. bis zum 25. Oktober 2006.
| Nr. (ges.) | Nr. (St.) | Deutscher Titel                  | Originaltitel                    | Erstausstrahlung USA | Deutschsprachige Erstausstrahlung (D) | Regie                                 | Drehbuch                                                |
| ---------- | --------- | -------------------------------- | -------------------------------- | -------------------- | ------------------------------------- | ------------------------------------- | ------------------------------------------------------- |
| 80         | 1         | Prima eingelocht                 | A Hole in One                    | 21. Sep. 2004        | 6. Okt. 2006                          | Charles T. Kanganis                   | Jeffrey B. Hodes & Nastaran Dibai                       |
| 81         | 2         | Das romantische Dinner           | The Effort                       | 28. Sep. 2004        | 6. Okt. 2006                          | Charles T. Kanganis                   | David Feeney, Nastaran Dibai & Jeffrey B. Hodes         |
| 82         | 3         | Der Grill                        | The Grill                        | 12. Okt. 2004        | 9. Okt. 2006                          | Mark Cendrowski & Charles T. Kanganis | Christopher J. Nowak, Nastaran Dibai & Jeffrey B. Hodes |
| 83         | 4         | Das Garagentor                   | The Garage Door                  | 19. Okt. 2004        | 9. Okt. 2006                          | Leonard R. Garner Jr.                 | Howard J. Morris                                        |
| 84         | 5         | Ein Kostüm für Kyle              | Dress to Kill Me                 | 26. Okt. 2004        | 10. Okt. 2006                         | Philip Charles MacKenzie              | Warren Bell                                             |
| 85         | 6         | Wenn der Vater mit der Tochter … | Father-Daughter Dance            | 9. Nov. 2004         | 10. Okt. 2006                         | Charles T. Kanganis                   | Bob Nickman                                             |
| 86         | 7         | Das Familiengrab                 | Plot Twist                       | 16. Nov. 2004        | 11. Okt. 2006                         | James Belushi                         | Sylvia Green                                            |
| 87         | 8         | Auf der Jagd                     | The Hunters                      | 23. Nov. 2004        | 11. Okt. 2006                         | Mark Cendrowski                       | Jana Hunter & Mitch Hunter                              |
| 88         | 9         | Ruhig Blut, Jim                  | Poking the Bear                  | 30. Nov. 2004        | 12. Okt. 2006                         | Charles T. Kanganis                   | John D. Beck & Ron Hart                                 |
| 89         | 10        | Weihnachten mit Hindernissen     | Stalking Santa                   | 14. Dez. 2004        | 12. Okt. 2006                         | Philip Charles MacKenzie              | Tim Kazurinsky                                          |
| 90         | 11        | Zum Teufel mit den Devlins       | Sympathy from the Devlins        | 11. Jan. 2005        | 13. Okt. 2006                         | James Belushi                         | John D. Beck & Ron Hart                                 |
| 91         | 12        | Spione unter sich                | The Nanny-Cam                    | 18. Jan. 2005        | 13. Okt. 2006                         | Mark Cendrowski                       | Bob Nickman                                             |
| 92         | 13        | Der eifersüchtige Ehemann        | The Jealous Husband              | 25. Jan. 2005        | 16. Okt. 2006                         | Dennis Capps                          | David Feeney                                            |
| 93         | 14        | Zum Weinen schön                 | A Crying Shame                   | 8. Feb. 2005         | 16. Okt. 2006                         | Mark Cendrowski                       | Harry Hannigan                                          |
| 94         | 15        | Liebe geht durch den Magen       | Guess Who’s Cooking Your Dinner? | 15. Feb. 2005        | 17. Okt. 2006                         | Mark Cendrowski                       | Warren Bell                                             |
| 95         | 16        | Das Brautkleid                   | The Wedding Dress                | 22. Feb. 2005        | 17. Okt. 2006                         | Mark Cendrowski                       | Sylvia Green                                            |
| 96         | 17        | Der Schnurrbart                  | The Mustache                     | 8. März 2005         | 18. Okt. 2006                         | Mark Cendrowski                       | Howard J. Morris                                        |
| 97         | 18        | Tänzchen gefällig?               | Shall We Dance?                  | 8. März 2005         | 18. Okt. 2006                         | Mark Cendrowski                       | Jeffrey B. Hodes & Nastaran Dibai                       |
| 98         | 19        | Kunstgenüsse                     | Take My Wife, Please             | 15. März 2005        | 19. Okt. 2006                         | James Belushi                         | Harry Hannigan                                          |
| 99         | 20        | Der Buchstabier-Wettbewerb       | Spelling Bee                     | 22. März 2005        | 19. Okt. 2006                         | Larry Joe Campbell                    | Christopher J. Nowak                                    |
| 100        | 21        | Der Grabraub                     | Kentucky Fried Beltzman          | 29. März 2005        | 20. Okt. 2006                         | James Belushi                         | Bob Nickman                                             |
| 101        | 22        | Die Uhr                          | The Clock                        | 12. Apr. 2005        | 20. Okt. 2006                         | Leonard R. Garner Jr.                 | David Feeney, Jeffrey B. Hodes & Nastaran Dibai         |
| 102        | 23        | Das Wettessen                    | The Competition                  | 19. Apr. 2005        | 23. Okt. 2006                         | Lynn M. McCracken                     | Daniel Egan                                             |
| 103        | 24        | Der Junggesellinnen-Abschied     | The Bachelorette Party           | 3. Mai 2005          | 23. Okt. 2006                         | Dennis Capps                          | Howard J. Morris                                        |
| 104        | 25        | Geronimo Jim                     | Geronimo Jim                     | 10. Mai 2005         | 24. Okt. 2006                         | James Belushi                         | John D. Beck & Ron Hart                                 |
| 105        | 26        | Das Fotoalbum                    | The Scrapbook                    | 10. Mai 2005         | 25. Okt. 2006                         | James Belushi                         | Harry Hannigan & Sylvia Green                           |
| 106        | 27        | Die doppelte Hochzeit            | Wedding Bell Blues               | 17. Mai 2005         | 24. Okt. 2006                         | Charles T. Kanganis                   | Mitch Hunter & Jana Hunter                              |

## Staffel 5
Die Erstausstrahlung der fünften Staffel war vom 20. September 2005 bis zum 2. Mai 2006 auf dem US-amerikanischen Sender ABC zu sehen. Die deutschsprachige Erstausstrahlung sendete der deutsche Free-TV-Sender RTL II vom 25. Oktober bis zum 10. November 2006.
| Nr. (ges.) | Nr. (St.) | Deutscher Titel                  | Originaltitel              | Erstausstrahlung USA | Deutschsprachige Erstausstrahlung (D) | Regie                        | Drehbuch                   |
| ---------- | --------- | -------------------------------- | -------------------------- | -------------------- | ------------------------------------- | ---------------------------- | -------------------------- |
| 107        | 1         | Das blaue Auge                   | Foul Ball                  | 20. Sep. 2005        | 25. Okt. 2006                         | Leonard R. Garner Jr.        | Christopher J. Nowak       |
| 108        | 2         | Die verflixte Cassette (1)       | The Tale of the Tape (1)   | 27. Sep. 2005        | 26. Okt. 2006                         | James Belushi & Dennis Capps | John D. Beck & Ron Hart    |
| 109        | 3         | Die verflixte Cassette (2)       | The Tale of the Tape (2)   | 27. Sep. 2005        | 26. Okt. 2006                         | James Belushi                | John D. Beck & Ron Hart    |
| 110        | 4         | Cheryls gutes Herz               | Charity Begins at Hef’s    | 4. Okt. 2005         | 27. Okt. 2006                         | Steve Zuckerman              | Judd Pillot & John Peaslee |
| 111        | 5         | Das Rennen                       | The Race                   | 11. Okt. 2005        | 27. Okt. 2006                         | Steve Zuckerman              | David Feeney               |
| 112        | 6         | Aufschneider unter sich          | Anec-Dont’s                | 18. Okt. 2005        | 30. Okt. 2006                         | Leonard R. Garner Jr.        | Howard J. Morris           |
| 113        | 7         | Der Puppen-Flüsterer             | The Chick Whisperer        | 1. Nov. 2005         | 30. Okt. 2006                         | Gerry Cohen                  | Bob Nickman                |
| 114        | 8         | Jim und der Horror-Pfirsich      | James & the Annoying Peach | 8. Nov. 2005         | 31. Okt. 2006                         | Gerry Cohen                  | Harry Hannigan             |
| 115        | 9         | Der Traum                        | The Dream                  | 15. Nov. 2005        | 31. Okt. 2006                         | James Belushi                | David Feeney               |
| 116        | 10        | Die alte Flamme                  | Lean on Me                 | 29. Nov. 2005        | 2. Nov. 2006                          | Leonard R. Garner Jr.        | Sylvia Green               |
| 117        | 11        | Wer ist der beste Schwiegersohn? | The Gift of Maggie         | 13. Dez. 2005        | 2. Nov. 2006                          | Leonard R. Garner Jr.        | Daniel Egan                |
| 118        | 12        | Das Sexualkundevideo             | Sex Ed Fred                | 10. Jan. 2006        | 3. Nov. 2006                          | Larry Joe Campbell           | Mitch Hunter & Jana Hunter |
| 119        | 13        | Die zweite Hochzeit              | Renewing Vows              | 24. Jan. 2006        | 3. Nov. 2006                          | James Belushi                | Bob Nickman                |
| 120        | 14        | Der Stock                        | The Stick                  | 7. Feb. 2006         | 6. Nov. 2006                          | Lauren Breiting              | Judd Pillot & John Peaslee |
| 121        | 15        | Ist er’s oder ist er’s nicht?    | Mr. Right                  | 7. Feb. 2006         | 6. Nov. 2006                          | Steve Zuckerman              | Christopher J. Nowak       |
| 122        | 16        | Verbotene Spiele                 | Get Your Freak On          | 21. Feb. 2006        | 7. Nov. 2006                          | Steve Zuckerman              | Jana Hunter & Mitch Hunter |
| 123        | 17        | Die lieben Nachbarn              | The Grumpy Guy             | 28. Feb. 2006        | 7. Nov. 2006                          | Kimberly Williams-Paisley    | Sylvia Green               |
| 124        | 18        | Der taktvolle Jim                | Polite Jim                 | 7. März 2006         | 8. Nov. 2006                          | Bob Koherr                   | Michael P. Fox & Wil Fox   |
| 125        | 19        | Wiedersehen macht keine Freude   | Daddy Dearest              | 7. März 2006         | 8. Nov. 2006                          | James Belushi                | Tracy Gamble               |
| 126        | 20        | St. Patrick’s Day                | The Thin Green Line        | 14. März 2006        | 9. Nov. 2006                          | Larry Joe Campbell           | Harry Hannigan             |
| 127        | 21        | Jims bester Freund               | Jim’s Best Friend          | 21. März 2006        | 9. Nov. 2006                          | Dennis Capps                 | Christopher J. Nowak       |
| 128        | 22        | Dana kriegt ein Baby!            | Belaboring the Point       | 2. Mai 2006          | 10. Nov. 2006                         | Bob Koherr                   | Howard J. Morris           |

## Staffel 6
Die Erstausstrahlung der sechsten Staffel war vom 3. Januar 2007 bis zum 16. Mai 2007 auf dem US-amerikanischen Sender ABC zu sehen. Die deutschsprachige Erstausstrahlung sendete der deutsche Free-TV-Sender RTL II vom 11. bis zum 24. Oktober 2007.
| Nr. (ges.) | Nr. (St.) | Deutscher Titel             | Originaltitel         | Erstausstrahlung USA | Deutschsprachige Erstausstrahlung (D) | Regie                     | Drehbuch                     |
| ---------- | --------- | --------------------------- | --------------------- | -------------------- | ------------------------------------- | ------------------------- | ---------------------------- |
| 129        | 1         | Kyle boxt sich durch        | The Punch             | 3. Jan. 2007         | 11. Okt. 2007                         | James Widdoes             | Christopher J. Nowak         |
| 130        | 2         | Jim als Beziehungsexperte   | The Flannelsexual     | 3. Jan. 2007         | 12. Okt. 2007                         | James Widdoes             | John D. Beck & Ron Hart      |
| 131        | 3         | Alle lieben Fluffy          | Guinea Pygmalion      | 10. Jan. 2007        | 12. Okt. 2007                         | James Widdoes             | Judd Pillot & John Peaslee   |
| 132        | 4         | Liebe in Indiana            | Hoosier Daddy         | 10. Jan. 2007        | 15. Okt. 2007                         | James Belushi             | Judd Pillot & John Peaslee   |
| 133        | 5         | Traurige Zeiten             | Good Grief            | 17. Jan. 2007        | 15. Okt. 2007                         | James Belushi             | Judd Pillot & John Peaslee   |
| 134        | 6         | Jims Aggressionstherapie    | All the Rage          | 17. Jan. 2007        | 16. Okt. 2007                         | Dennis Capps              | Christopher J. Nowak         |
| 135        | 7         | Cheryls großer Fehltritt    | Cheryl Gone Wild      | 24. Jan. 2007        | 16. Okt. 2007                         | James Widdoes             | Daniel Egan                  |
| 136        | 8         | Jim als Hebamme             | Deliverance           | 31. Jan. 2007        | 17. Okt. 2007                         | James Widdoes             | Hayes Jackson                |
| 137        | 9         | Nachts im Museum            | Dino-Mite             | 28. Feb. 2007        | 17. Okt. 2007                         | James Widdoes             | Hayes Jackson                |
| 138        | 10        | Getrennte Wege              | Separate Ways         | 7. März 2007         | 18. Okt. 2007                         | James Widdoes             | Warren Bell & Harry Hannigan |
| 139        | 11        | Grippe mit Folgen           | In Case of Jimergency | 14. März 2007        | 18. Okt. 2007                         | Larry Joe Campbell        | John D. Beck & Ron Hart      |
| 140        | 12        | Trainer Jim                 | Coach Jim             | 28. März 2007        | 19. Okt. 2007                         | James Widdoes             | Sylvia Green                 |
| 141        | 13        | Der Abschlag                | The At-Bat            | 4. Apr. 2007         | 19. Okt. 2007                         | James Belushi             | David Feeney                 |
| 142        | 14        | Verborgene Schätze          | What Lies Beneath     | 18. Apr. 2007        | 22. Okt. 2007                         | Larry Joe Campbell        | Sylvia Green                 |
| 143        | 15        | Jetzt wird gegrillt!        | The Grill II          | 25. Apr. 2007        | 22. Okt. 2007                         | Dennis Capps              | Christopher J. Nowak         |
| 144        | 16        | Devlins und kein Ende       | Devlin in Disguise    | 2. Mai 2007          | 23. Okt. 2007                         | James Belushi             | John D. Beck & Ron Hart      |
| 145        | 17        | Cheryl braucht einen Freund | Any Man of Mine       | 9. Mai 2007          | 23. Okt. 2007                         | Kimberly Williams-Paisley | Daniel Egan                  |
| 146        | 18        | Happy Birthday, Jim!        | Jim’s Birthday        | 16. Mai 2007         | 24. Okt. 2007                         | James Widdoes             | Sylvia Green                 |

## Staffel 7
Die Erstausstrahlung der siebten Staffel war vom 1. Januar 2008 bis zum 27. Mai 2008 auf dem US-amerikanischen Sender ABC zu sehen. Die deutschsprachige Erstausstrahlung sendete der deutsche Free-TV-Sender RTL II vom 26. August bis zum 5. September 2008.
| Nr. (ges.) | Nr. (St.) | Deutscher Titel                   | Originaltitel                   | Erstausstrahlung USA | Deutschsprachige Erstausstrahlung (D) | Regie                     | Drehbuch                           |
| ---------- | --------- | --------------------------------- | ------------------------------- | -------------------- | ------------------------------------- | ------------------------- | ---------------------------------- |
| 147        | 1         | Gottes Werk und Jims Beitrag      | Jim Almighty                    | 1. Jan. 2008         | 26. Aug. 2008                         | Leonard R. Garner Jr.     | John D. Beck & Ron Hart            |
| 148        | 2         | Reizende Cheryl                   | The Hot Wife                    | 1. Jan. 2008         | 26. Aug. 2008                         | Leonard R. Garner Jr.     | David Feeney                       |
| 149        | 3         | Joggen kann gefährlich sein!      | Safety Last                     | 8. Jan. 2008         | 27. Aug. 2008                         | Leonard R. Garner Jr.     | Judd Pillot & John Peaslee         |
| 150        | 4         | Friede ohne Worte                 | The Perfect Fight               | 15. Jan. 2008        | 27. Aug. 2008                         | Steve Zuckerman           | Warren Bell & Christopher J. Nowak |
| 151        | 5         | Die Hausfrauenrallye              | Cheryl Goes to Florida          | 22. Jan. 2008        | 28. Aug. 2008                         | Steve Zuckerman           | Sung Suh                           |
| 152        | 6         | Rubys erstes Date                 | Ruby’s First Date               | 29. Jan. 2008        | 28. Aug. 2008                         | Kimberly Williams-Paisley | Sylvia Green                       |
| 153        | 7         | Der Hühnchenkampf                 | Period Peace                    | 12. Feb. 2008        | 29. Aug. 2008                         | Leonard R. Garner Jr.     | Mike Murphy & John Schwab          |
| 154        | 8         | Das Rendezvous                    | The Rendezvous                  | 19. Feb. 2008        | 29. Aug. 2008                         | James Belushi             | John D. Beck & Ron Hart            |
| 155        | 9         | Eine Spende für die Armen         | Goodwill Hunting                | 26. Feb. 2008        | 1. Sep. 2008                          | Steve Zuckerman           | Jimmy Aleck & Jim Keily            |
| 156        | 10        | Die Puppenschlacht                | All Dolled Up                   | 4. März 2008         | 1. Sep. 2008                          | Larry Joe Campbell        | Judd Pillot & John Peaslee         |
| 157        | 11        | Schwangerschafts-Blödheit         | Pregnancy Brain                 | 11. März 2008        | 2. Sep. 2008                          | James Belushi             | Hayes Jackson                      |
| 158        | 12        | Das besondere Geburtstagsgeschenk | The Gift Certificate            | 15. Apr. 2008        | 2. Sep. 2008                          | Larry Joe Campbell        | Sung Suh                           |
| 159        | 13        | Das Tribunal                      | I Drink Your Milkshake          | 22. Apr. 2008        | 3. Sep. 2008                          | Dennis Capps              | John D. Beck & Ron Hart            |
| 160        | 14        | Jim als Babysitter                | The Chaperone                   | 29. Apr. 2008        | 3. Sep. 2008                          | James Belushi             | Warren Bell & Christopher J. Nowak |
| 161        | 15        | Der Sechs-Wochen-Fluch            | The Six-Week Curse              | 13. Mai 2008         | 4. Sep. 2008                          | Philip Charles MacKenzie  | Sylvia Green                       |
| 162        | 16        | Jim ärgere dich nicht             | The Cheater                     | 13. Mai 2008         | 4. Sep. 2008                          | James Belushi             | Judd Pillot & John Peaslee         |
| 163        | 17        | Bettruhe verboten!                | No Bedrest for the Wicked       | 27. Mai 2008         | 5. Sep. 2008                          | Philip Charles MacKenzie  | David Feeney                       |
| 164        | 18        | Jim und der Prinz der Finsternis  | The Devil Went Down to Oak Park | 27. Mai 2008         | 5. Sep. 2008                          | Steve Zuckerman           | Warren Bell & Christopher J. Nowak |

## Staffel 8
Die Erstausstrahlung der achten Staffel war vom 2. Dezember 2008 bis zum 2. Juni 2009 auf dem US-amerikanischen Sender ABC zu sehen. Die deutschsprachige Erstausstrahlung sendete der deutsche Free-TV-Sender RTL II vom 12. bis zum 22. Oktober 2009.
| Nr. (ges.) | Nr. (St.) | Deutscher Titel               | Originaltitel                      | Erstausstrahlung USA | Deutschsprachige Erstausstrahlung (D) | Regie                    | Drehbuch                            |
| ---------- | --------- | ----------------------------- | ---------------------------------- | -------------------- | ------------------------------------- | ------------------------ | ----------------------------------- |
| 165        | 1         | Die Schmusedecken-Affäre      | The Blankie                        | 2. Dez. 2008         | 12. Okt. 2009                         | Larry Joe Campbell       | Sung Suh                            |
| 166        | 2         | Meine neue beste Freundin     | The New Best Friend                | 2. Dez. 2008         | 12. Okt. 2009                         | Steve Zuckerman          | Judd Pillot & John Peaslee          |
| 167        | 3         | Jami McFame                   | Jami McFame                        | 9. Dez. 2008         | 13. Okt. 2009                         | James Belushi            | Sung Suh                            |
| 168        | 4         | Andys Heiratsantrag           | Andy’s Proposal                    | 9. Dez. 2008         | 13. Okt. 2009                         | James Belushi            | Warren Bell & Christopher J. Nowak  |
| 169        | 5         | Früh übt sich …               | Two for the Money                  | 16. Dez. 2008        | 14. Okt. 2009                         | Steve Zuckerman          | John D. Beck & Ron Hart             |
| 170        | 6         | Das Männerwochenende          | Cabin Boys                         | 30. Dez. 2008        | 14. Okt. 2009                         | Philip Charles MacKenzie | Judd Pillot & John Peaslee          |
| 171        | 7         | Die Ex-Flamme                 | The Ego Boost                      | 14. Apr. 2009        | 15. Okt. 2009                         | James Belushi            | Warren Bell & Christopher J. Nowak  |
| 172        | 8         | Der Yoga-Bär                  | The Yoga Bear                      | 14. Apr. 2009        | 15. Okt. 2009                         | Penny Marshall           | David Feeney                        |
| 173        | 9         | Kyles erstes Date             | Kyle’s Crush                       | 21. Apr. 2009        | 16. Okt. 2009                         | James Belushi            | John D. Beck & Ron Hart             |
| 174        | 10        | Ein bedeutungsvolles Geschenk | The Meaningful Gift                | 21. Apr. 2009        | 16. Okt. 2009                         | Philip Charles MacKenzie | David Feeney                        |
| 175        | 11        | Väter unter sich              | The Daddy Way                      | 28. Apr. 2009        | 19. Okt. 2009                         | Steve Zuckerman          | David Feeney                        |
| 176        | 12        | Krankengymnastik              | Physical Therapy                   | 28. Apr. 2009        | 19. Okt. 2009                         | Penny Marshall           | John D. Beck & Ron Hart             |
| 177        | 13        | Daddy Cool                    | The Cooler One                     | 12. Mai 2009         | 20. Okt. 2009                         | Larry Joe Campbell       | Sung Suh                            |
| 178        | 14        | Der nette Jim                 | Happy Jim                          | 12. Mai 2009         | 20. Okt. 2009                         | Lauren Breiting          | Judd Pillot & John Peaslee          |
| 179        | 15        | Der Kampf der Giganten        | King of the Nerds                  | 26. Mai 2009         | 21. Okt. 2009                         | Philip Charles MacKenzie | Mike Murphy, John Schwab & Sung Suh |
| 180        | 16        | Komm nicht ab vom rechten Weg | I Hate the High Road               | 26. Mai 2009         | 21. Okt. 2009                         | Dennis Capps             | Sylvia Green                        |
| 181        | 17        | Ein Geschenk mit Nebenwirkung | Diamonds Are a Ghoul’s Best Friend | 2. Juni 2009         | 22. Okt. 2009                         | James Belushi            | Warren Bell & Christopher J. Nowak  |
| 182        | 18        | Himmel oder Hölle             | Heaven Opposed to Hell             | 2. Juni 2009         | 22. Okt. 2009                         | James Belushi            | John D. Beck & Ron Hart             |